# Randersacker
Randersacker è un comune tedesco di 3 467 abitanti, situato nel land della Baviera.
Vi nacque Gottfried Behm.